# ジョセフ・ライマン・シルスビー

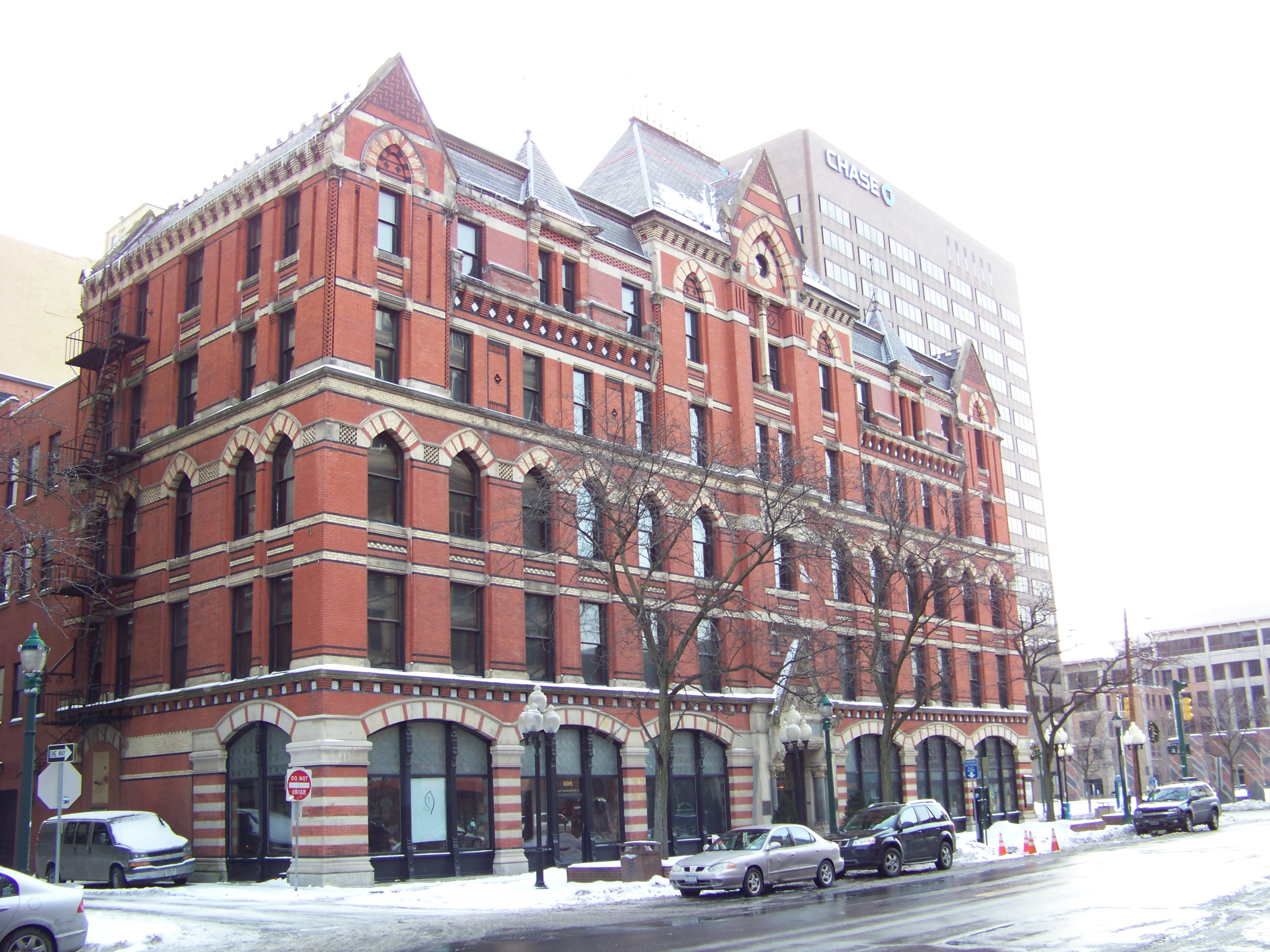
ホワイト・メモリアル・ビルディング、1876年建築。

ジョセフ・ライマン・シルスビー（Joseph Lyman Silsbee, 1848年 - 1913年）は、19世紀末から20世紀初頭にかけて活躍した、アメリカ合衆国の建築史上重要な建築家。描画力に優れ、多様な様式で建物を設計する才能にも恵まれていた。シルスビーは、その影響下から多くの建築家を輩出し、とりわけ、高名なフランク・ロイド・ライトらプレーリー派(Prairie School)と称された建築家たちに大きな影響を与えたことで知られている。

## 生い立ち
1848年に、マサチューセッツ州セーラムで生まれたジョセフ・ライマン・シルスビーは、高名な寄宿学校フィリップス・エクセター・アカデミーと、ハーバード大学を卒業した。その後、アメリカ合衆国最初の建築学校としてマサチューセッツ工科大学に設けられたばかりの建築学校の学生となった。その後、ボストンの設計事務所 Ware & Van Brundt や、建築家ウィリアム・ラルフ・エマーソン(William Ralph Emerson)の下で見習い修行をした後、シルスビーは欧州各地を旅し、1874年にニューヨーク州シラキュースに定着した。1875年にシルスビーは、影響力のある弁護士で政治家でもあったチャールズ・ボールドウィン・セズウィック(Charles Baldwin Sedgwick)の娘、アンナ・ボールドウィン・セズウィック(Anna Baldwin Sedgwick)と結婚した。
シルスビーは、1857年から死去する1913年まで建築設計を続けた。シルスビーは、精力的に多数の建築に従事し、一時は3都市に事務所を構え、並行して業務をこなしていた。シラキュースの事務所（1875年 - 1885年）のほか、バッファロー（Silsbee & Marling, 1882年 – 1887年）やシカゴ（Silsbee and Kent, 1883年 – 1884年）にも事務所が設けられた。なお、1883年から1885年にかけて、シラキュースの事務所はエリス・G・ホール(Ellis G. Hall)との共同経営となっていた。シカゴの事務所は、後に活躍して有名となる建築家を数多く輩出し、その中にはフランク・ロイド・ライト、ジョージ・グラント・エルムスリー、George W. Maher、Irving Gill らがいた。   
シルスビーは、全米でも早い時期に開設されたシラキュース大学建築学校の創設時における教授陣のひとりであり、アメリカ建築家協会(American Institute of Architects)の創設メンバーのひとりでもあった。1894年には、「動く歩道」の設計に対して、フランクリン協会(Franklin Institute)からピーボディー・メダル(Peabody Medal)を授与されている。この発明は、1893年のシカゴ万国博覧会で披露され、以降の万国博覧会でも使用されることになった。

## 建築

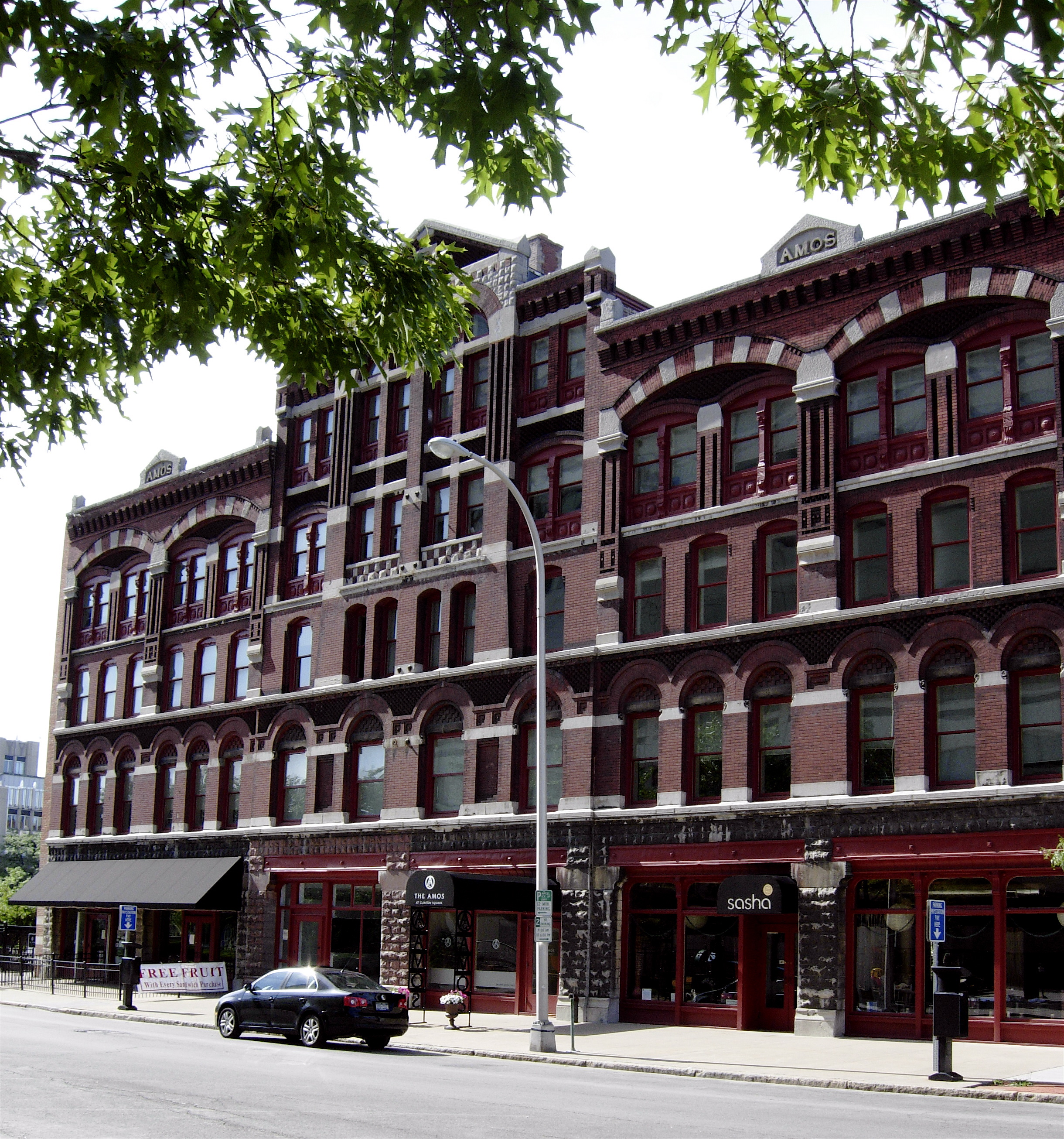
エイモス・ブロック、1878年建築。

シルスビーの代表作のひとつは、シラキュース貯蓄銀行ビルディング(Syracuse Savings Bank Building)（1876年）である。シラキュースのクリントン広場に面した、エリー運河の隣接地に建てられたこのビルは、ゴシック・リヴァイヴァル建築の教科書的事例としてしばしば参照されている。このほかにもシラキュースには、シルスビーの設計作として、White Memorial Building (1876年)、Amos Block (1878年)、Oakwood Cemetery Chapel (1879年 - 1880年) などが現存している。アップランド・ファーム (1892年)は、ハザード夫妻（Frederick R. and Dora Sedgwick Hazard）の私邸として、シラキュース近郊のニューヨーク州ソルヴェイ(Solvay)に建てられた大邸宅であり、ファッショナブルな住宅建築の事例として、シルスビーを有名にした代表作であったが、現存していない。こうしたシルスビーの代表作の画像は、下の外部リンク先で見ることができる。シルスビーは、シカゴの富豪ポッター・パーマーが建てた「城」であるパーマー・マンションの豪華な内装の設計も手がけた。イリノイ州リバーサイド (イリノイ州)(Riverside)には、シルズビーが設計した住宅建築が数例現存している。現存する最も有名な代表作は、シカゴのリンカーン・パーク温室植物園(Lincoln Park Conservatory)である。